# X-Panda
X-Panda (произнася се: „Екс-Панда“) е естонска прогресив метъл и фюжън група.
Музиката им се характеризира със сложен ритмичен почерк, изненадващи обрати, чести смени на настроенията, джаз/фюжън пасажи и тежки китарни сола.

## История
Групата е сформирана през 2009 като еднократен проект с цел участие на конкурс за оригинална песен. Резултатът е, че групата печели конкурса с песента „Dickybirds“ и след изключително положителните отзиви за нетрадиционния им музикален подход, музикантите решават да продължат заедно. Впоследствие печелят няколко музикални конкурса, включително „Noortebänd“ 2010, който е един от двата най-големи конкурси за музикални групи в Естония.
През септември 2011 година X-Panda издава дебютния си албум „Flight of Fancy“.

## Влияния
Сред музикалните влияния на X-Panda се споменават: Dream Theater, Planet X, Liquid Tension Experiment, Джордан Рудес, Върджил Донати, Саймън Филипс, Джо Сатриани, Porcupine Tree, Nightwish.

## Състав
- Каарел Тамра – клавишни
- Рист Виркхаузен – китари
- Тамар Нугис – бас китари и вокали
- Карл-Юхан Лаанесаар – барабани